# Сионска гора
Сионска гора или Сион (хебр. הַר צִיוֹן, арап. جبل صهيون), је назив за брдо, брежуљак у југоисточном делу, и непосредној близини Старог града у Јерусалиму, Израел.
На Сионском брду се налази кућа, Сионска Горница, (соба на спрату), у којој се збила Тајна вечера (последња вечера), која је некада била црква, затим џамија, а сада је место обиласка свих поклоника Свете земље. У непосредној близини сале Тајне вечере је и Давидов гроб, Псалмописца.
Непосредно поред зидина Старог града и Сионске порте (капије), на брду Сион је и црква Успења пресвете Богородице, а у близини је и старохришћанска јерменска црква.

## Библијски
На брду Сион је био град Јевусеја који је Давид освојио. Када је град освојен назван је Давидовим градом.
Сион је имао и друга библијска значења, као: Божији град, Јахвеов град, Свето брдо.
Према Новом завету Исус је одржао говор на Сионској гори, познат као Беседа на гори
Сионска гора се по Новом завету представља се и као место искупљених људи и симбол новог спасења.

### Свети Сава на Сионској гори
Свети Сава је, приликом свог првог ходочашћа у Свету земљу, био велики дародавац манастира и цркава, па је и кућу где се збила последња Христова вечера, Сионска Горница(где се збила Тајна вечера) купио од Сарацена и платио је златом и сребром које је добио од краља Радослава. На Сиону је купио и земљиште за српски манастир, подигао је и Цркву светог Јована коју ће, заједно с кућом, манастиром, даривати као метох Лаври светог Саве Освећеног. У крсташким ратовима и црква и кућа, манастир, су порушени. Највероватније су је запалили темплари у последњем крсташком рату. Обновили су је фрањевци у 14. веку. То је место последњег одмора светог Стефана.